# Éducateur à la vie
 (novembre 2019).
Si vous disposez d'ouvrages ou d'articles de référence ou si vous connaissez des sites web de qualité traitant du thème abordé ici, merci de compléter l'article en donnant les références utiles à sa vérifiabilité et en les liant à la section « Notes et références ».
Pour les articles homonymes, voir Éducateur.
L'éducateur à la vie est un professionnel de l'éducation qui anime des séances d'information et d'éducation affective, relationnelle, sexuelle et familiale auprès des jeunes, le plus souvent en milieu scolaire. 
Son rôle est d'écouter les jeunes, les informer, répondre à leurs questions sur l'amour et la sexualité et leur donner des repères pour les aider à construire leur vie affective.

## Historique
À la faveur de la légalisation de la contraception orale par la loi Neuwirth en 1967 et de la libération des mœurs qui s'ensuit, c'est la circulaire Fontanet du 23 juillet 1973 qui, pour la première fois, prévoit une information sur la sexualité en milieu scolaire, mais qui n'est que facultative. Cette loi distingue l'information de caractère scientifique et hygiénique, de l'éducation, éveil à la responsabilité. 
Avec le développement du SIDA, une circulaire du 15 avril 1996 entérine la nécessité de donner une information aux collégiens sur les risques de transmission de cette maladie : ces séances seront désormais obligatoires.
Enfin, la circulaire du 19 novembre 1998 et la loi du 4 juillet 2001 vont aller plus loin en y intégrant la dimension affective et en les plaçant dans un cadre éducatif ayant des objectifs plus ambitieux.
Extrait de la loi du 4 juillet 2001 :
« Article 22 : Le chapitre II du titre Ier du livre III du code de l'éducation est complété par une section 9 ainsi rédigée : Section 9 - L'éducation à la santé et à la sexualité - Art. L. 312-16. - Une information et une éducation à la sexualité sont dispensées dans les écoles, les collèges et les lycées à raison d'au moins trois séances annuelles et par groupes d'âge homogène. Ces séances pourront associer les personnels contribuant à la mission de santé scolaire et des personnels des établissements mentionnés au premier alinéa de l'article L. 2212-4 du code de la santé publique ainsi que d'autres intervenants extérieurs conformément à l'article 9 du décret no 85-924 du 30 août 1985 relatif aux établissements publics locaux d'enseignement. Des élèves formés par un organisme agréé par le ministère de la santé pourront également y être associés. »

## Formation
La formation est dispensée par des organismes publics ou privés agréés par le ministre chargé des affaires sociales après avis de la commission d'agrément prévue à l'article 8. Les agréments sont délivrés pour une durée de trois ans. Parmi les organismes reconnus : le Planning Familial, le CLER Amour et Famille, Couples et Familles, L'ISF à Lyon... 
C'est l'arrêté du 23 mars 1993 qui a fixé les modalités de la formation des éducateurs à la vie dont la durée est de 160 heures.
Elle est ouverte aux professionnels et aux bénévoles de l'action sociale, éducative ou sanitaire. Le candidat doit franchir avec succès un entretien sur ses motivations, sa capacité d'adaptation et son aptitude au travail en équipe. 
Les objectifs de la formation :
- donner les connaissances nécessaires en matière de vie affective, sexuelle et familiale
- faire prendre conscience des résonances personnelles aux thèmes abordés
- faire acquérir des capacités à s'exprimer, à écouter et animer un groupe
- évaluer la capacité des personnes en formation à exercer l'activité d'accueil informatif

Une évaluation des capacités acquises est effectuée à l'issue de la formation par l'organisme formateur et une attestation de formation à l'accueil informatif pour une éducation à la vie est délivrée par l'organisme.

## Pratique professionnelle
En France, depuis la loi du 4 juillet 2001, les élèves doivent normalement suivre chaque année trois séances d’« éducation sexuelle » de la primaire jusqu’au lycée. Mais un rapport de l’IGAS rendu en janvier 2010, notamment, montre un déficit de formation.

## Législation
- Circulaire n° 2018-111 du 12-9-2018[6] relative à "L'éducation à la sexualité" Enseignement primaire et secondaire
- Arrêté du 23 mars 1993 relatif à la formation des personnels intervenant dans les centres de planification ou d'éducation familiale et dans les établissements d'information, de consultation ou de conseil familial
- Circulaire n° 96-100 du 15 avril 1996 relative à la prévention du sida en milieu scolaire et à l'éducation à la sexualité
- Circulaire n° 98-234 du 19 novembre 1998 relative à l'éducation à la sexualité et à la prévention du sida
- Loi n°2001-588 du 4 juillet 2001 relative à l'interruption volontaire de grossesse et à la contraception
- Circulaire N° 2003-027 du 17-2-2003 intitulée : « Éducation à la sexualité dans les écoles, les collèges et les lycées » définissant les objectifs et les modalités de l'éducation affective, relationnelle et sexuelle en milieu scolaire